# Тит Квинкций Капитолин Барбат
Вижте пояснителната страница за други личности с името Квинкций Капитолин.
Вижте пояснителната страница за други личности с името Тит Квинкций Капитолин Барбат.
Тит Квинкций Капитолин Барбат (на латински: Titus Quinctius Capitolinus Barbatus; * 505 пр.н.е., Рим; † 438 пр.н.е.) е политик и генерал на ранната Римска република. Той е шест пъти консул.

## Биография
Тит Квинкций Барбат произлиза от патрицианския род Квинкции и е баща на Тит Квинкций Капитолин Барбат (консул 421 пр.н.е.). Името му Капитолин показва, че фамилията има дом на връх Капитолий.
През 471 пр.н.е. той е за пръв път консул заедно с Апий Клавдий Крас, издава закона Lex Publilia и се бие успешно против волските. През 468 пр.н.е. е отново е консул, колегата му е Квинт Сервилий Структ Приск. Той има успехи притив волските, които се бият заедно с анцианите и участва в основаването на новата колония Анциум. След три години през 465 пр.н.е. той отново е избран за консул заедно с Квинт Фабий Вибулан и се бие против еквите.
През 458 пр.н.е. e квестор, а през 446 пр.н.е. е отново консул този път заедно с Агрипа Фурий Фуз Медулин. През 443 пр.н.е. е за пети път консул заедно с Марк Геганий Мацерин.
През 439 пр.н.е. е за шести път консул, този път с Агрипа Менений Ланат. Той успява да предотврати опит за преврат на богатия плебей Спурий Мелий срещу диктатора Луций Квинкций Цинцинат. Следващата година той става проконсул и води война против етруските.